# رادومیر جالوویچ
رادومیر جالوویچ (زاده ۲۹ اکتبر ۱۹۸۲ در بیجلو پولیه) بازیکن سابق و مربی فوتبال اهل مونته‌نگرو است. وی سابقهٔ حضور در تیم سپاهان اصفهان را نیز دارد.
وی سابقهٔ حضور در تیم‌های مطرحی چون ستاره سرخ بلگراد و آرمینیا بیله‌فلد را نیز دارد.
جالوویچ در فصل ۰۸–۲۰۰۷ دومین گلزن برتر فصل لیگ برتر کرواسی شد.

## افتخارات
باشگاهی
- جام حذفی
- قهرمانی در جام حذفی ۹۲–۹۱ به همراه تیم سپاهان اصفهان